# PGC 65108
LEDA/PGC 65108 (NGC 6944A) ist eine Balken-Spiralgalaxie vom Hubble-Typ SBd im Sternbild Delphinus am Nordsternhimmel. Sie ist schätzungsweise 195 Millionen Lichtjahre von der Milchstraße entfernt und hat einen Durchmesser von etwa 50.000 Lichtjahren. Möglicherweise bildet sie mit NGC 6944 (NGC 6944A) ein gravitativ gebundenes Galaxienpaar.